# Trubicový zásobník
Trubicové zásobníky jsou středně velké zásobníky zemního plynu pro vyrovnávání výkyvů spotřeby: používají se především pro pokrytí v denních špičkách odběru, protože disponují vysokým výkonem při odběru a napájení. Z důvodu jejich spíše malého objemu (v normálním případě méně než milion metrů krychlových) se hodí pro vyrovnávání sezónních výkyvů jen podmíněně.[zdroj?]
Trubicové zásobníky zemního plynu patří k povrchovým zásobníkům, ačkoliv se nacházejí v hloubce asi dvou metrů. Skládají se z ocelových trubic s průměrem až do 1,6 m, které jsou uloženy paralelně v malé hloubce a jsou poháněny tlakem od 50 do 100 barů. Často se zřizují v areálu průmyslového objektu.[zdroj?]
Trubicové zásobníky jsou možností pro skladovací zařízení v zemích, kde se nenacházejí vhodné geologické struktury pro hloubkové podzemní zásobníky – jako ve Švýcarsku nebo kolem aglomeračních center. 

## Hospodářská funkce trubicových zásobníků
Nejdůležitější funkcí trubicových zásobníků zemního plynu je omezení špiček („peak shaving“). Domácnosti spotřebují ráno a večer více plynu než přes den nebo v noci. V chladných dnech dochází k zvlášť vysoké spotřebě ve špičkách. Protože se ale plyn dodává z výrobních polí v relativně konstantním proudu, potřebuje odpovídající zadržovací zařízení, aby reagoval na tyto výkyvy potřeby a dal plyn k dispozici ve špičce. Výkyvy v poptávce se mohou navíc vyrovnávat zásadně s různými zásobníky plynu. Pro denní výkyvy se dobře hodí malé, flexibilní nádoby jako trubicové zásobníky. 
Poskytovatelé zásobníkové služby jsou schopni při použití trubicových zásobníků dopomoci veřejným podnikům a elektrárnám k vyrovnanému odběru plynu a tím snížit jejich náklady na odběr plynu. Nadbytek odběru ze zákaznické smlouvy o plném zásobování se použije v málo vytížených nočních a poledních hodinách k znovunaplnění zásobníku. Vytížení ve špičce ráno a večer pak bude kryto plynem ze zásobníku. Tímto vyrovnáním během dne může povrchový zásobník i přes svou malou objemovou kapacitu podat výkon, který je adekvátní mnohem většímu podzemnímu zásobníku.
Např. v Rakousku Wien Energie Speicher GmbH zřizuje ve Vídni Leopoldau trubicový zásobník zemního plynu s maximálním objemem 693 000 m3 a využitelným objemem 550 000 m3. Tlak zásobníku je 45 barů, výstupní tlak 4 bary, výkon odběru 100.000 m3/h.[zdroj?]